# Mydlovary
Mydlovary är en ort i Tjeckien.   Den ligger i regionen Södra Böhmen, i den centrala delen av landet, 110 km söder om huvudstaden Prag. Mydlovary ligger 403 meter över havet och antalet invånare är 277.
Terrängen runt Mydlovary är platt. Runt Mydlovary är det ganska tätbefolkat, med 52 invånare per kvadratkilometer. Närmaste större samhälle är České Budějovice, 15,6 km sydost om Mydlovary. I omgivningarna runt Mydlovary växer i huvudsak blandskog.